# ریا چاکرابورتی
ریا چاکرابورتی (به انگلیسی: Rhea Chakraborty) (زاده ۱ ژوئیهٔ ۱۹۹۲) بازیگر هندی است.
از کارهای او می‌توان به بازی در فیلم دوست‌دختر نصفه‌نیمه، چهره و شیرینی اشاره‌کرد.

## دادگاه
او مدت‌ها در برابر انواع اتهام‌ها از سوی رسانه‌های هند مورد حمله بود، به ویژه وقتی که نامزد او (سوشانت سینگ راجپوت) خودکشی کرد. از آن زمان ریا به عنوان دلیل خودکشی او در سیبل مطبوعات و افکار عمومی قرار گرفت. بعد از حملات رسانه‌ای بی‌رحمانه‌ای که او را به دست داشتن در مرگ دوست پسر بازیگرش، متهم می‌کرد، ۲۷ روز را در زندان گذراند. اما دادگاه‌های هند اعلام کرده‌اند او زن افسونگر تشنه ثروت نبوده است و دلیل خودکشی نامزدش هم هر چه بود ریا چاکرابورتی نبوده است.